# 比尔·布恩汀
威廉·L·布恩汀（英語：William L. Buntin，1942年5月5日—1968年5月9日）是美国NBA联盟职业篮球运动员。